# Zimna Woda (powiat żyrardowski)
Zimna Woda – wieś w Polsce położona w województwie mazowieckim, w powiecie żyrardowskim, w gminie Mszczonów. Znajduje się ona po jednej stronie drogi krajowej nr 50, po drugiej stronie jest wieś Lutkówka Druga.
W skład sołectwa Zimna Woda wchodzą także wsie Chudolipie, Lutkówka Druga i Tłumy.
W latach 1975–1998 miejscowość należała administracyjnie do województwa skierniewickiego.
Przy drodze krajowe nr 50 znajduje się ujście rzeki Pisia Gągolina, która przepływa przez wieś Dwórzno. 